# Enneadesmus nigritulus
Enneadesmus nigritulus är en skalbaggsart som beskrevs av Pierre Lesne 1937. Enneadesmus nigritulus ingår i släktet Enneadesmus och familjen kapuschongbaggar. Inga underarter finns listade i Catalogue of Life.

## Bildgalleri

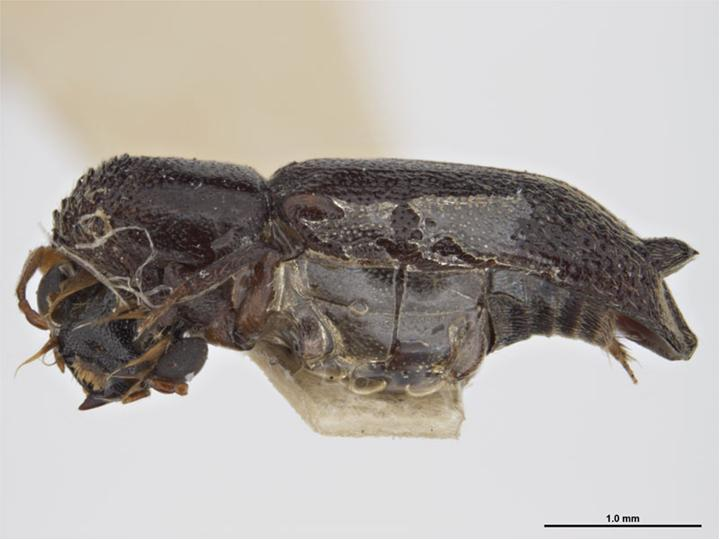